# Musikjahr 1811
Liste der Musikjahre

◄◄ | ◄ | 1807 | 1808 | 1809 | 1810 | Musikjahr 1811 | 1812 | 1813 | 1814 | 1815 | ► | ►►

Weitere Ereignisse
Dieser Artikel behandelt das Musikjahr 1811.

## Ereignisse
- 09. Dezember: In München veranstalten die Musiker der Hofkapelle das erste Konzert der Musikalischen Akademie.

## Instrumental und Vokalmusik
- Ludwig van Beethoven:  11. Streichquartett erste Fassung fertiggestellt; 5. Klavierkonzert Uraufführung am 13. Januar in Wien; Klaviertrio op. 97; Die Die Ruinen von Athen (Festspielmusik) op. 113, fertiggestellt, uraufgeführt 1812
- Luigi Cherubini: Missa solemnis d-Moll
- Johann Ladislaus Dussek: Klaviersonate Es op. 75; 3 Sonaten für Harfe und Klavier B, Es, F op. 69; 3 Sonaten für Klavier und Violine B, G, D op. 69
- Johann Simon Mayr: Cantata per la nascita del re di Roma (Kantate für drei Singstimmen, Chor und Orchester); Numa Pompilio (Kantate für eine Singstimme, Chor und Orchester)
- Étienne-Nicolas Méhul: Chant lyrique pour l'inauguration de la statue de Napoléon
- Giacomo Meyerbeer: Gott und die Natur, Lyrische Rhapsodie
- Ferdinand Ries: Konzert für zwei Hörner und Orchester Es-Dur (ohne op. Zahl); Konzert [Nr. 2] für Pianoforte und Orchester Es-Dur op. 42
- Andreas Romberg: Rondo für zwei Violinen und Orchester
- Louis Spohr: Sinfonie Nr. 1 Es-Dur, op. 20
- Carl Maria von Weber: Concertino für Klarinette und Orchester Es-Dur op. 26, Uraufführung 5. April; Ouvertüre zum Beherrscher der Geister op. 27; Sieben Variationen für Klarinette und Klavier op. 33
- Peter von Winter: Konzert für Oboe und Orchester F-Dur

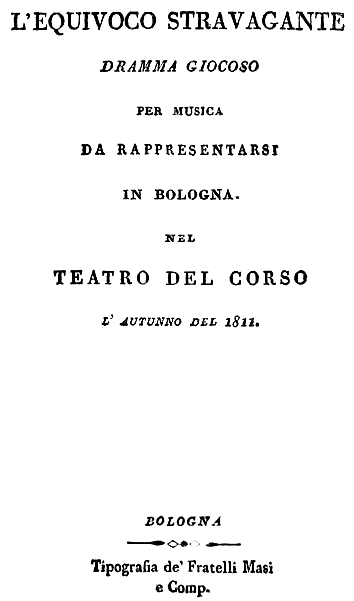
Gioachino Rossini, L’equivoco stravagante, Titelblatt des Librettos, Bologna 1811

## Musiktheater
- 29. Januar: Die Uraufführung der Oper Demophoon von Peter Joseph von Lindpaintner findet in München statt.
- 27. Februar: Die Oper La Victime des arts ou La Fête de famille von Henri Montan Berton hat ihre Uraufführung an der Opéra-Comique in Paris.
- 30. Mai: Die Uraufführung der Oper Le Poète et le musicien ou Je cherche un sujet des 1809 verstorbenen Komponisten Nicolas Dalayrac findet in Paris an der Opéra-Comique statt.
- 04. Juni: Am Münchner Residenztheater wird Carl Maria von Webers Singspiel Abu Hassan uraufgeführt. Das Libretto stammt von Franz Carl Hiemer nach einer Geschichte aus Tausendundeine Nacht.
- 26. Oktober: Die Uraufführung der opera buffa L’equivoco stravagante von Gioacchino Rossini erfolgt am Teatro del Corso in Bologna. Das Publikum nimmt die zweiaktige Oper sehr positiv auf. Von der Zensur wird das Werk jedoch nach drei Aufführungen verboten.
- 27. Dezember: Die Uraufführung der romantischen Oper Die Ruinen von Paluzzi von Andreas Romberg erfolgt in Hamburg.

Weitere Uraufführungen
- Natale Abbadia: La Giannina di Pontieu, ossia La villanella d’onore, Opera seria in drei Akten; L’imbroglione ed il castigamatti, Opera buffa in einem Akt (beide Aufführungen in Genua)
- Johann Simon Mayr: Il sacrifizio d’Ifigenia (Oper); Tamerlano (Oper)
- Étienne-Nicolas Méhul: Les Amazones ou La Fondation de Thèbes (Oper in drei Akten)
- E. T. A. Hoffmann: Saul, König von Israel (Musikalisches Melodram)
- Peter von Winter: Die Pantoffeln (Singspiel). Die Uraufführung findet in Hamburg statt.

## Geboren

### Geburtsdatum gesichert
- 04. Februar: Aristide Cavaillé-Coll, französischer Orgelbauer der Romantik († 1899)
- 17. Februar: Eduard Pfeifer, deutscher Musiklehrer, Instrumenten- und Orgelbauer († 1881)
- 25. Februar: Karl Schuberth, deutscher Violoncellist, Komponist und Musikpädagoge († 1863)
- 01. März: Flodoard Geyer, deutscher Komponist, Musikpädagoge und Musikkritiker († 1872)
- 07. März: Christian Heinrich Hohmann, fränkischer Komponist, Musikpädagoge und Violinschulverfasser († 1861)
- 12. März: Susette Hauptmann, deutsche Malerin, Zeichnerin und Sängerin († 1890)
- 23. März: Karl Gottfried Wilhelm Taubert, deutscher Komponist († 1891)

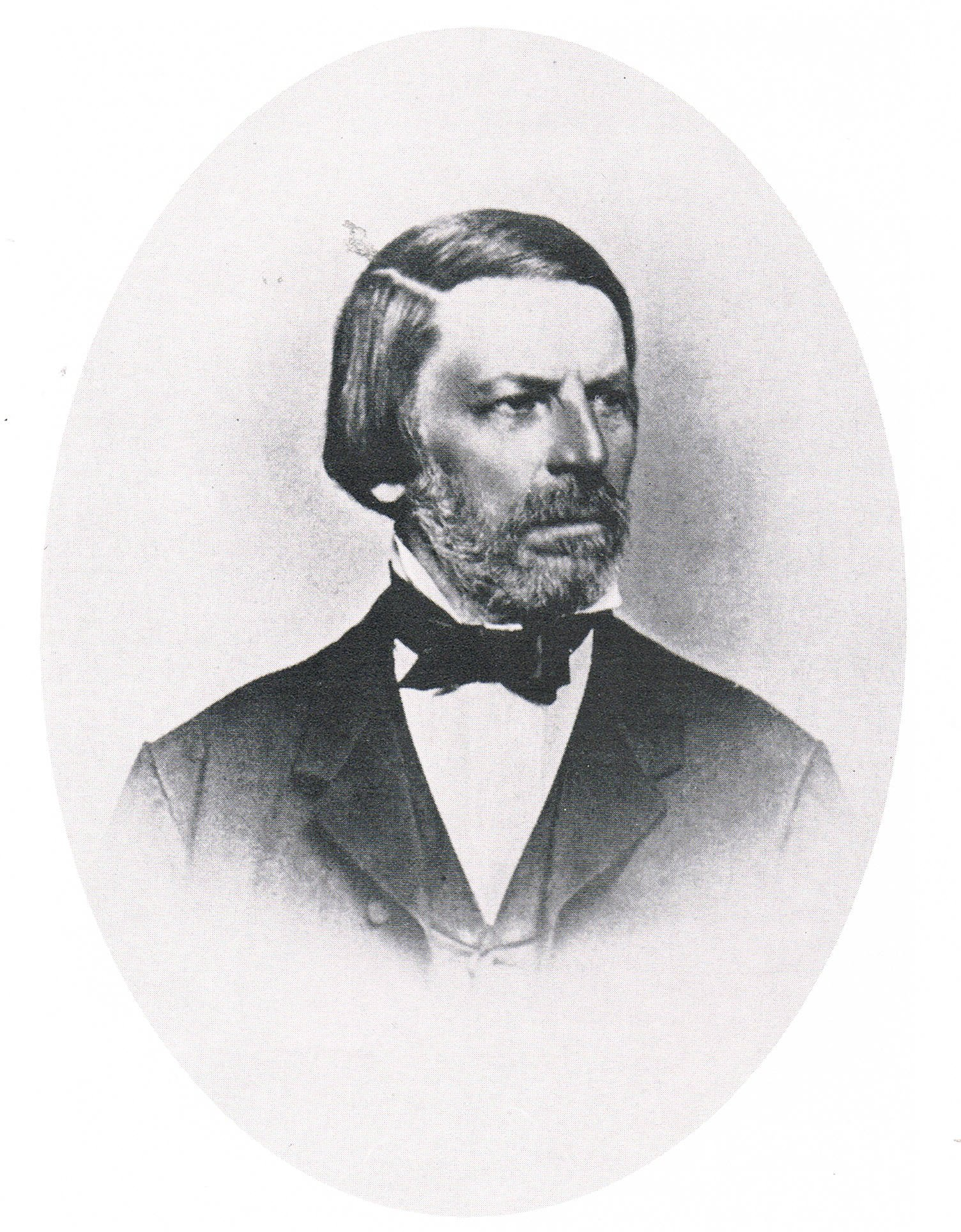
Franz Schott; * 30. Juli

- 01. April: Johann Heinrich Runge, deutscher Orgelbaumeister († 1885)
- 03. April: Heinrich Sattler, deutscher Organist und Publizist († 1891)
- 14. April: Félix Le Couppey, französischer Musikpädagoge, Pianist und Komponist († 1887)
- 20. Mai: Ernst Methfessel, deutscher Komponist († 1886)
- 10. Juli: Benjamin Franklin Baker, US-amerikanischer Komponist († 1889)
- 19. Juli: Lambert Joseph Massart, belgischer Violinist († 1892)
- 19. Juli: Vinzenz Lachner, deutscher Komponist und Dirigent († 1893)
- 30. Juli: Franz Schott, deutscher Musikverleger und Mainzer Bürgermeister († 1874)
- 05. August: Ambroise Thomas, französischer Komponist († 1896)

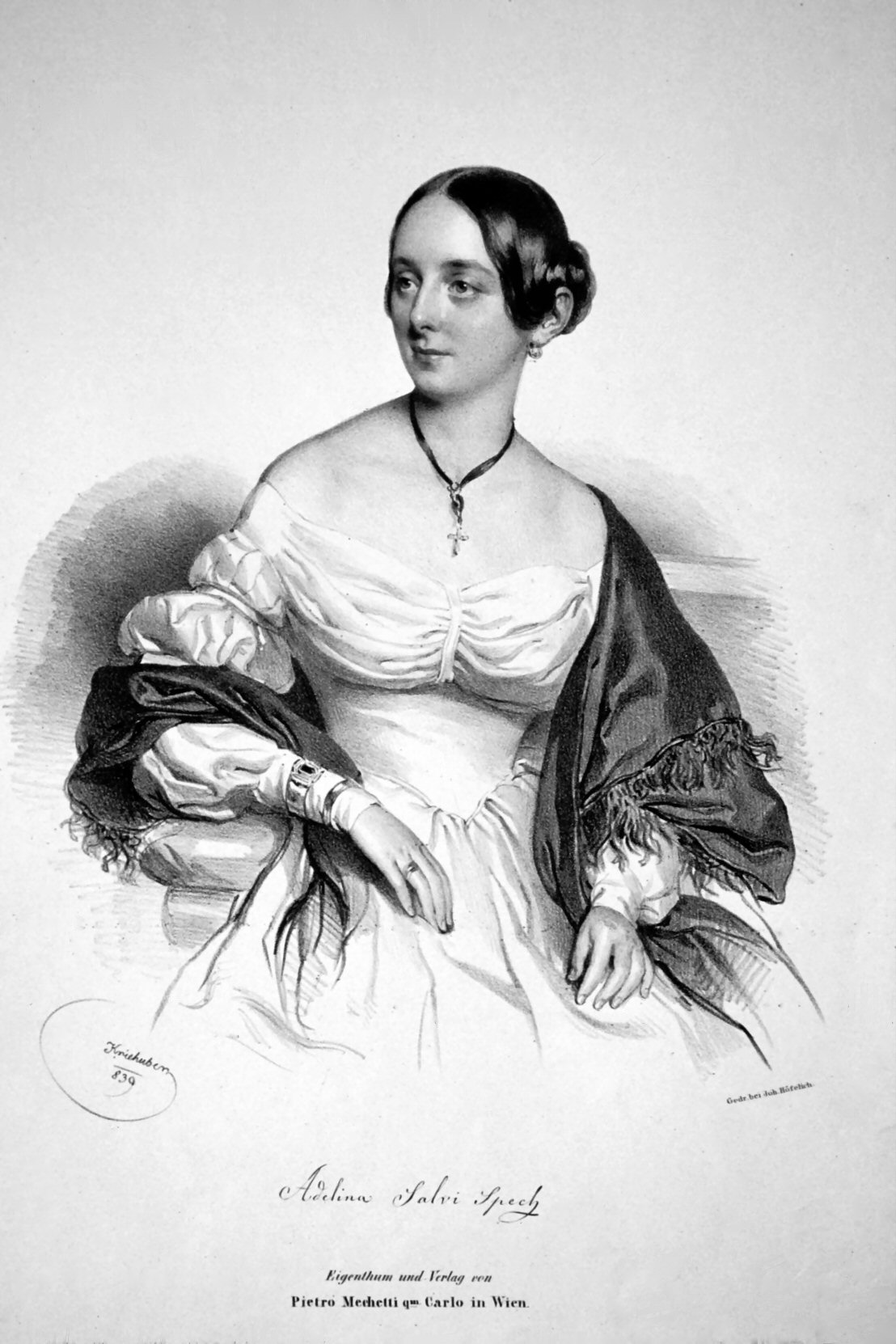
Adelina Spech-Salvi; * 18. August

- 18. August: Adelina Spech-Salvi, italienische Opernsängerin († 1886)
- 25. August: August Gottfried Ritter, deutscher Komponist und Organist († 1885)
- 06. September: Caroline Esterházy, ungarische Adelige, Pianistin und Freundin und Muse des Komponisten Franz Schubert († 1851)
- 11. September: Johann Carl Hickel, österreichischer Schriftsteller und Librettist († 1855)
- 15. September: Jan Nepomuk Škroup, tschechischer Komponist († 1892)
- 21. September: Johanna Catharina Aarsse, niederländische Konzertsängerin († 1898)
- 16. Oktober: Gaetano Capocci, italienischer Kirchenmusiker, Organist und Komponist († 1898)
- 22. Oktober: Franz Liszt, ungarischer Pianist und Komponist († 1886)
- 24. Oktober: Ferdinand Hiller, deutscher Komponist († 1885)
- 29. Oktober: Tito Ricordi, italienischer Musikverleger († 1888)
- 13. November: Juri Karlowitsch Arnold, russischer Komponist († 1898)
- 21. November: Hermann Schornstein, deutscher Pianist, Dirigent und Komponist († 1882)
- 23. November: Louis Kufferath, deutscher Komponist († 1882)
- 02. Dezember: Xavier Boisselot, französischer Komponist und Klavierbauer († 1893)

### Genaues Geburtsdatum unbekannt
- Eduard Bote, deutscher Musikverleger († 1888)
- Elisa Orlandi, italienische Opernsängerin († 1834)

## Gestorben
- 01. Januar: Johann Braun, deutscher Violinist und Komponist (* 1753)
- 13. Januar: Benjamin Gotthold Siewert, deutscher Kapellmeister und Komponist, letzter Kapellmeister der Danziger Marienkirche (* 1743)
- 26. Januar: Christoph Georg Ludwig Meister, deutscher reformierter Geistlicher, Theologe und Kirchenlieddichter (* 1738)
- 27. Februar: Joseph Leitgeb, österreichischer Hornist (* 1732)

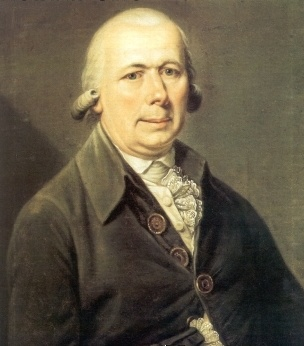
Ignaz Fränzl; † 3. September

- 19. März: František Adam Míča, tschechischer Komponist (* 1746)
- 00. April: Barbara Ployer, österreichische Pianistin (* 1765)
- 15. Juni: Joseph Esménard, französischer Schriftsteller, Politiker, Librettist und Mitglied der Académie française (* 1769)
- 14. Juli: Pierre Laujon, französischer Schriftsteller, Librettist, Chansonnier und Mitglied der Académie française (* 1727)
- 18. August: Johann Heinrich Zang, deutscher Barockkomponist, Kantor in Mainstockheim bei Kitzingen (* 1733)
- 03. September: Ignaz Fränzl, deutscher Komponist, Geiger, Bratschist und Kapellmeister (* 1736)
- 13. Oktober: Johann Friedrich Schubert, deutscher Geiger und Komponist (* 1769)
- 02. November: Adam Moralt, deutscher Musiker (* 1748)
- 24. Dezember: Karl David Ackermann, deutscher Schauspieler, Sänger und Brauereibesitzer (* 1751)